# Porky College: un duro per amico
Porky College: un duro per amico (Knallharte Jungs) è un film tedesco del 2002 diretto da Granz Henman. Nel 2000 aveva avuto un prequel, Porky College 2: sempre più duro.

## Trama
A soli due mesi dall'esame di maturità, Ryan e Red Bull sono due timidi adolescenti in piena tempesta ormonale. Una mattina, Florian, scopre che il suo pene ha il dono della parola e non tace nemmeno per un secondo; ossessionato dalle donne e dal sesso, metterà più volte nei pasticci il suo padrone, spingendolo a mettere le mani dove non dovrebbe anche se è innamorato di una sola ragazza, Maja Paradis. Questo naturalmente sconvolgerà la sua vita e anche quella del suo migliore amico Red Bull, che si ritroveranno presto ad affrontare situazioni a dir poco indecenti. Quest'ultimo non farà che peggiorare la situazione dispensando discutibili consigli.